# 胡炘
胡炘（1914年—2002年4月），字夫之、复兴，中華民國陸軍中將，浙江永嘉人，前總統府侍衛長。

## 生平
胡炘早年先后毕业于中央陆军军官学校十期炮科、革命实践研究院一期、三军大学战争学院将官班。曾赴美国留学，毕业于美国装甲兵学校、美国两栖作战训练班、美国陆军指挥参谋大学。
曾任温州同乡会会长、浙江同乡会会长。1988年退休，2002年因患食道癌在台北逝世。
国共内战期间任京沪杭警备司令部处长、少将高参、舟山防卫司令部少将副参谋长。赴台后，历任第六十七军参谋长、第九军第四十六师师长、陆军装甲兵司令、国防部第三参谋次长室助理次长。1957年，出任閱兵總指揮官。1960年出任蒋介石的总统府侍卫长。1967年后，又任国防部第三参谋次长室次长、第二军团中将司令官。1974年出任中华民国驻巴拉圭大使。1980年任中华民国驻新加坡商务代表处代表。

## 家人
其妻章蘊文，兩人生有一子一女。其子胡定吾，曾任中華開發前總經理。其女胡德如，為知名室內設計師。

## 相關傳記
- 2006年，《漂移歲月: 將軍大使胡炘的戰爭紀事》，作者／汪士淳，出版社 ／ 聯合文學出版社股份有限公司，夫人章蘊文及其子女──胡定吾先生、胡德如女士口述，以及同僚部屬的訪談撰寫，ISBN 9575226569。